# Уильямс, Сэмюэл Уэллс
Сэмюэл Уэллс Уильямс (англ. Samuel Wells Williams, кит. трад. 衛三畏, пиньинь Wèi Sānwèi; 22 сентября 1812, Ютика, Нью-Йорк — 16 февраля 1884, Нью-Хейвен). Американский миссионер, синолог и японист, основатель кафедры китайского языка и литературы Йельского университета.

## Биография
Окончил Политехнический институт Rensselaer в Трое (Нью-Йорк), сразу по окончании был назначен профессором этого института. Принадлежал к пресвитерианской церкви. Принял решение заниматься миссионерской деятельностью, в числе 20 коллег из American Board of Commissioners for Foreign Missions прибыл в Китай 15 июня 1833 году Возглавил типографию миссии. В 1837 году участвовал в экспедицию в Японию на корабле «Моррисон», официальной целью которой был возврат на родину японских рыбаков, унесённых морем. Япония в тот период проводила политику самоизоляции, поэтому попытка наладить торговые отношения закончились неудачей.
В 1848—1851 году издавал и редактировал Chinese Repository — первый европейский журнал в Китае. В 1853 году был прикреплён к японской экспедиции Перри в качестве переводчика. В 1855 году назначен секретарём посольства США в Китае. В 1856 году издал A Tonic Dictionary Of The Chinese Language In The Canton Dialect (英華分韻撮要). Участвовал в составлении и принятии Тяньцзиньского договора. В 1860 году возглавил американское посольство в Пекине (до 1876). Сдал полномочия в день 43-летия пребывания в Китае.
В 1875 году предпринял попытку перевести Книгу Бытия и Евангелие от Матфея на японский язык, но рукописи были уничтожены пожаром.
В 1877 году вернулся в США, став первым профессором китайского языка на вновь открытой кафедре Йельского университета. В 1881 году избран президентом Американского библейского общества. Скончался в Нью-Хэйвене.
С 1845 года был женат на Саре Уолворт (Sarah Walworth).

## Основные труды
- The Chinese commercial guide (1856)
- A Tonic Dictionary Of The Chinese Language In The Canton Dialect (1856)
- The Middle Kingdom: a survey of the geography, government, literature, social life, arts, and history of the Chinese empire and its inhabitants (New York; Scribner’s 1882; first edition New York: Wiley & Putnam, 1848)
- Account of a Japanese romance (1849)
- A syllabic dictionary of the Chinese language, arranged according to the Wu-fang yuan yin, with the pronunciation of the characters as heard in Peking, Canton, Amoy and Shanghai (1874)
- Syllabic Dictionary Of The Chinese Language (1879)
- Chinese Immigration (1879)
- A History Of China Being The Historical Chapters From «The Middle Kingdom» (1897)
- A journal of the Perry expedition to Japan
- Narrative Of A Voyage Of The Ship Morrison Captain D. Ingersoll, To Lewchew And Japan, In The Months of July and August, 1837